# Драга № 601
Дра́га № 601 — крупнейшая в мире речная черпаковая драга для золотодобычи, эксплуатировавшаяся на Мараканской золотой россыпи с 1969 по 1992 год.
В 1950 году на реке Маракан в Бодайбинском районе Иркутской области была разведана глубокозалегающая россыпь золота, средняя глубина которой составляет около 50 метров. В 1963 году Государственной комиссией по запасам СССР была утверждена цифра разведанного запаса в месторождении — 58 тонн золота. Однако в мире ещё не было прецедентов добычи золота со дна реки такой глубины; не выпускались и драги соответствующей глубины отработки. Лишь американская компания «Бью-Сайрус-Эри» имела опыт постройки 45-метровых драг с ёмкостью ковша 510 литров. Переговоры о приобретении такой драги успехом не увенчались — сделка была заблокирована правительством Соединённых Штатов Америки; подобный агрегат был сочтён стратегическим товаром, запрещённым для экспорта в СССР.
В результате уникальный агрегат, превосходящий по своим характеристикам американский аналог, был спроектирован и построен Иркутским заводом тяжелого машиностроения имени Куйбышева. Ведущим конструктором проекта стал Григорий Ильич Сергеев, ранее разработавший проект 250-литровой драги. Механизмы и комплектующие драги изготавливались и поставлялись более, чем 50 предприятиями со всего Советского Союза; лишь заказы на самые ответственные узлы (отвалообразователь, ковшевая цепь) были размещены на предприятиях Великобритании (впоследствии, в процессе ремонтов, они были также заменены на советские). Для монтажа драги был сооружён башенный кран грузоподъёмностью 50 тонн. В 1968 году драга была принята государственной комиссией, а 30 сентября 1969 года запущена в эксплуатацию.
Драга водоизмещением 11 тысяч тонн представляла собой полноценное плавучее обогатительное предприятие, оборудованное комплексом современных технологических устройств, обеспечивающих весь процесс извлечения золота из золотоносных песков. Агрегат длиной 236 метров, шириной 50 и высотой 54 метра; массой 10 300 тонн; оснащённый 169 трёхтонными ковшами по 600 литров каждый, совершал до 22 черпаний в минуту и обладал производительностью 550 кубометров руды в час. Общая мощность 300 электродвигателей, приводивших в движение технологические механизмы драги, составляла 7300 киловатт. Все обогатительные процессы были механизированы и управлялись с центрального пульта.
Ряд технических решений был реализован на этой драге впервые. Монорельсовый путь, проложенный через всю надводную часть, обеспечивал подъём любого агрегата. Впервые в истории драгостроения в технологической цепи был смонтирован самородкоуловитель, способный автоматически отсеивать из пустой породы самородное золото. Водолазная станция обеспечивала возможность осмотра и ремонта понтонов под водой.
Промывочный сезон продолжался обычно с марта по ноябрь, в тёплые годы мог захватывать и декабрь. Драга не смогла выйти на полную проектную мощность. Причиной этому были как сложные геологические условия, так и фактическое неподтверждение ранее утверждённых запасов. Закарстованность плотика (то есть причудливый рельеф основной породы, на котором залегает россыпь, с образованием «карманов») вызвала неотход золота. В 1976 году запасы по Мараканскому месторождению были пересмотрены и снижены до 26 тонн. Тем не менее, объём добытого за сезон драгоценного металла составлял от 500 до 1500 килограммов. За всё время работы уникальный агрегат добыл около 20 тонн золота.
26 ноября 1992 года при температуре воздуха минус 46 градусов была поднята главная ферма агрегата. С целью предотвращения немедленно начавшегося обледенения металлических конструкций было предпринято их омывание горячей водой. Перепад температуры в 120 градусов привёл к внезапному разрушению главной фермы драги. Упавшие конструкции разрушили понтоны, в которые начала поступать вода. Одновременно был перебит электрический силовой кабель, что вызвало остановку систем жизнеобеспечения агрегата, в том числе насосов, откачивающих воду из понтонов. Менее чем за два часа драга погрузилась на дно на глубину около 40 метров. Люди, к счастью, успели эвакуироваться.
Впоследствии драгу удалось достать из воды, поставив её на плав. Однако для восстановления агрегата требовались большие капиталовложения, а глубокозалегающие запасы золота в месторождении были почти исчерпаны, поэтому драга была законсервирована в полуразрушенном состоянии.
В 2001 году на этом же участке была запущена драга № 133 с объёмом ковша 400 литров, перенесённая с другого промывочного участка.
По состоянию на середину 2010-х годов, верхняя часть драги, полузасыпанной отвалами породы, видна на правобережье реки Маракан напротив ручья Малый Саталах.